# 米海林 (羅日謝區)
50°56′19″N 25°12′29″E / 50.93861°N 25.20806°E
米海林（烏克蘭語：Михайлин），是烏克蘭的村落，位於該國西部沃倫州，由盧茨克區負責管轄，始建於1545年，面積0.45平方公里，海拔高度190米，2001年人口112，人口密度每平方公里248.89人。